# Wolf-Lundmark-Melotte
Wolf-Lundmark-Melotte (zkráceně WLM) je nepravidelná galaxie na okraji místní skupiny galaxií, vzdálená přibližně 3 miliony světelných let od Země. Nachází se v souhvězdí Velryby a byla objevena v roce 1909 německým astronomem Maxem Wolfem. Charakter tohoto objektu podrobně popsali v roce 1926 astronomové Knut Lundmark a Philibert Jacques Melotte, podle nichž nese své jméno.

## Vlastnosti
WLM je nepravidelná galaxie třídy IB(s)m, což znamená, že má chaotický disk bez výrazné spirální struktury. Díky relativní izolaci od ostatních členů Místní skupiny je považována za jednu z nejméně narušených galaxií.
Rotace galaxie vykazuje asymetrii, která může poukazovat na poruchy v jejím vnějším halo. Pravděpodobným zdrojem jsou dávné interakce či působení okolního prostředí. Ačkoli se WLM nachází v izolovaném prostoru, existují náznaky takzvaného odtrhávání plynu (ram pressure stripping) vlivem okolního plynu.
Hvězdná populace zahrnuje převážně hvězdy populace II (chudé na kovy) a menší množství mladých hvězd soustředěných především v jižní části systému.

## Hvězdotvorba
Oblasti aktivní hvězdotvorby se ve WLM nacházejí hlavně v jižním sektoru galaxie. Při pozorování v ultrafialovém oboru se v těchto zónách objevují mladé hvězdy, jež zde vznikly v relativně nedávné době. Nejvýznamnější fáze hvězdotvorby proběhla během prvních několika miliard let po vzniku galaxie, kdy se metalicita zvýšila z [Fe/H] kolem −2,2 na přibližně −1,3.

## Kulová hvězdokupa
Wolf-Lundmark-Melotte obsahuje jedinou prokazatelnou kulovou hvězdokupu WLM-1. Její stáří se odhaduje na 12–13 miliard let a metalicita se pohybuje kolem [Fe/H] = −1,5. WLM-1 je důležitá pro výzkum vývoje hvězdných populací v takto izolovaných galaxiích.

## Pozorování Vesmírným dalekohledem Jamese Webba
Vesmírný dalekohled Jamese Webba pořídil dosud nejpodrobnější snímky WLM, na nichž lze rozlišit jednotlivé hvězdy. Tyto snímky přispívají k lepšímu pochopení chemického složení a prostorového rozložení hvězd. Díky nízké metalicitě je WLM vhodnou analogií pro studium raných období vývoje galaxií.

## Význam
Izolovaná pozice a relativně původní hvězdné složení činí z WLM cenný objekt pro studium evoluce galaxií. Jelikož podléhá minimálním interakcím s okolím, umožňuje zkoumat procesy formování hvězd a galaktické dynamiky téměř v „původním“ stavu.